# Drachenzähmen leicht gemacht (2025)
Drachenzähmen leicht gemacht (Originaltitel: How to Train Your Dragon) ist ein US-amerikanischer Abenteuerfilm. Es handelt sich um die Realverfilmung der gleichnamigen Buchreihe von Cressida Cowell und des Animationsfilms Drachenzähmen leicht gemacht aus dem Jahr 2010. Der Film erschien am 13. Juni 2025 in den USA, der Kinostart in Deutschland fand bereits einen Tag zuvor statt. Regie führte, wie auch bei den drei Animationsfilmen, der dreimalige Oscar-Nominierte Dean DeBlois.

## Handlung
Die Wikinger von Berk sehen sich zum wiederholten Mal einem Drachenangriff ausgesetzt, wobei erneut Hütten beschädigt und Schafe gestohlen werden. Neben den versierten Kriegern will sich auch der schmächtige Schmiedelehrling Hicks beweisen, wird jedoch von Haudrauf, seinem Vater und Häuptling der Wikinger-Gemeinschaft, angehalten, sich in Sicherheit zu begeben. Während des Angriffs stellt sich Hicks mit seinen selbstgebauten Schleudern eher ungeschickt an, trifft aber unerwartet den mysteriösen Nachtschatten, der daraufhin in den Wäldern abstürzt. Hicks versucht, die anderen Wikinger von seinem Erfolg zu überzeugen, diese schenken ihm allerdings keinen Glauben, da noch niemand einen Nachtschatten gesehen habe.
Haudrauf überzeugt einige Zeit danach die übrigen wichtigsten Stammesangehörigen, das Drachennest zu suchen und die Bedrohung durch die Drachen endgültig auszumerzen. In seiner Abwesenheit übernimmt der Dorfschmied Grobian die Aufgabe, die Jüngsten der Gemeinschaft das Drachentöten zu lehren. Neben Hicks umfasst dies dessen heimlichen Schwarm Astrid, den wissbegierigen Fischbein, den machohaften Rotzbakke sowie die Zwillinge Raffnuss und Taffnuss. Im Training tut sich Hicks schwer und wird deswegen von den Gleichaltrigen verspottet, will aber trotzdem sein Können weiterhin unter Beweis stellen. Als er später im Wald unterwegs ist, findet er schließlich den gefangenen Nachtschatten und lässt ihn aus Mitleid frei, woraufhin der Drache ihn verschont. Bei seiner Rückkehr in den Wald beobachtet Hicks den Nachtschatten, der aber aufgrund der abgetrennten Hälfte des Schwanzruders nicht mehr fliegen kann, nahe einer Höhle. In der Zeit danach bildet sich langsam zwischen Hicks und dem Nachtschatten, der vom Häuptlingssohn nun den Namen Ohnezahn erhält, eine innige Freundschaft. Dabei baut Hicks dem Drachen eine mechanisch gesteuerte Prothese für das verwundete Schwanzruder sowie einen Sattel und lernt nach anfänglichen Schwierigkeiten, auf ihm zu fliegen.
Die verbrachte Zeit mit Ohnezahn lehrt Hicks zudem mehr über Drachen, wodurch er die anderen Drachen im Training allmählich einzuschätzen und zu kontern weiß. Die neue Seite von Hicks findet Bewunderung bei vielen Bewohnern Berks, die neidische Astrid schöpft jedoch Verdacht. Haudraufs Suche nach dem Drachennest läuft derweil schlecht, und er ist wegen seiner von Drachen geschwächten Flotte zur Rückkehr gezwungen. In der Annahme, dass Hicks sich tatsächlich zu einem potentiellen Drachentöter entwickelt hat, zeigt sich Haudrauf beeindruckt von seinem Sohn und merkt an, dass seine Mutter Valka ebenfalls stolz auf ihn gewesen wäre. Haudraufs Hass auf die Drachen wuchs einst, nachdem sie anscheinend von einem Drachen getötet wurde. Hicks will allerdings mit Ohnezahn kurze Zeit später die Flucht ergreifen, als er erfährt, zum Abschluss der Prüfung einen Drachen töten zu müssen. Astrid spürt beide auf und äußert ihr Unverständnis hinsichtlich Ohnezahn, Hicks will ihr dennoch das Gegenteil beweisen und überzeugt sie mitzufliegen. Während des Fluges findet sich das Trio allmählich unerwartet in einem ganzen Schwarm von Drachen wieder, der nun ins Drachennest zurückkehrt. Dort haust mit dem Roten Tod ein monströser und deutlich größerer Drache, welcher Opfertiere von den anderen kleineren Drachen verlangt, sofern sie nicht selbst verspeist werden wollen. Wie Astrid erkennt, kämpfen die übrigen Drachen mit den regelmäßigen Diebstählen nur um ihr Überleben. Bei ihrer Rückkehr nach Berk will Astrid losziehen und die Gemeinschaft warnen, Hicks hält aber dagegen, um Ohnezahn nicht zu gefährden.
Am Tag seiner Abschlussprüfung sieht sich Hicks in der Arena dem Riesenhaften Alptraum gegenüber. Statt ihn zu töten, will er jedoch der versammelten Menge beweisen, dass Drachen friedvoll sein können. Haudrauf reagiert hingegen erzürnt und weckt so auch den Zorn des Riesenhaften Alptraums, der Hicks beinahe tötet, weswegen Ohnezahn zur Rettung eilt. Kurz darauf wird Ohnezahn festgesetzt und Haudrauf wendet sich enttäuscht von seinem Sohn ab, der ihm versehentlich noch verrät, dass Ohnezahn ihn zum Nest geführt hatte. Während Hicks nun einmal mehr auf Berk festsitzt, bricht Haudrauf mit seiner übrigen Flotte und dem gefangenen Ohnezahn als Kompass auf, um das Nest zu zerstören. Die Flotte findet schließlich das Nest und verschafft sich mit Katapulten Zugang, doch der Rote Tod zeigt sich nun in seiner ganzen Gestalt und droht Haudrauf sowie seine Gefährten mit Leichtigkeit zu überwältigen. In der Zwischenzeit beschließt Hicks nach Zuspruch seitens Astrid loszuziehen und seinen Vater zu retten, wobei er ebenfalls die anderen Gleichaltrigen rekrutiert und sie überzeugt, auf den Trainingsdrachen zu reiten.
Nachdem sie das Drachennest erreichen, lenken Astrid, Rotzbakke, Fischbein und die Zwillinge den Roten Tod ab, während Hicks Ohnezahn zu retten versucht. Als beide durch die Verwüstung des monströsen Drachens zu ertrinken drohen, werden sie nacheinander von Haudrauf gerettet, der sich somit wieder mit Hicks versöhnt. Gemeinsam locken Hicks und Ohnezahn den Roten Tod in den Himmel, verletzen die Flügel und setzen ihn mit einem Energieblitz von Ohnezahn von innen in Brand, wodurch der monströse Drache schließlich in den Tod stürzt und explodiert. Hicks wird vom sterbenden Drachen noch getroffen und stürzt in die Explosion, überlebt aber dank Ohnezahn, verliert allerdings dafür seinen linken Fuß. Einige Zeit danach erwacht Hicks wieder und stellt fest, dass er nun eine von Grobian hergestellte Fußprothese trägt. Grobian hatte ebenso eine neue Prothese für Ohnezahn hergestellt, nach den Entwürfen, die Hicks einst angefertigt hatte. Überrascht sieht Hicks zudem die Bewohner von Berk nun mit den Drachen friedlich zusammenleben, während er selbst und Ohnezahn bewundert werden.

## Produktion

### Entwicklung und Besetzung

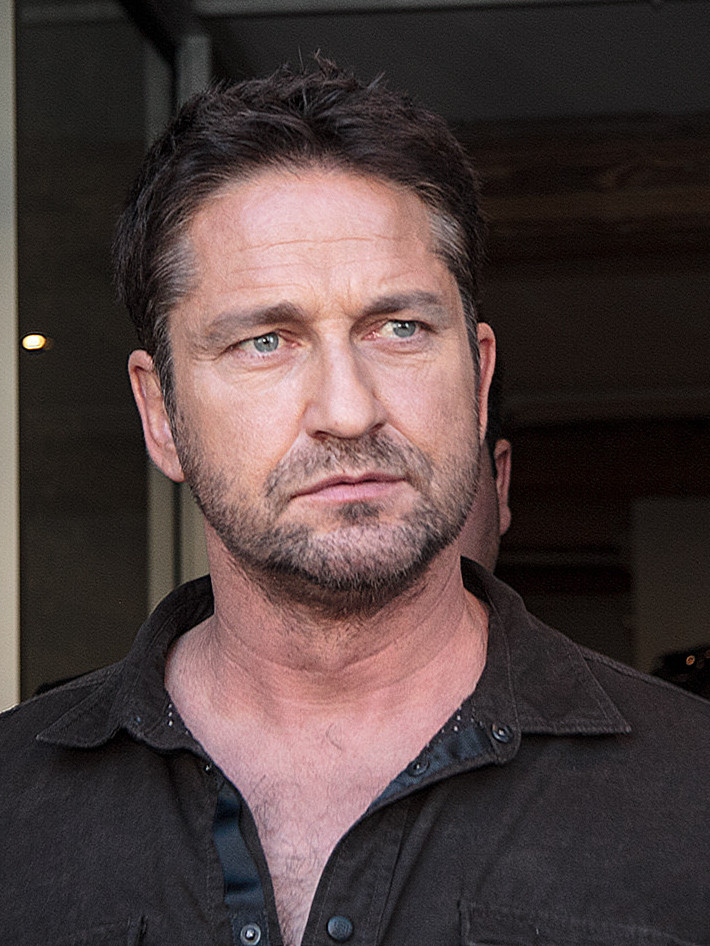
Gerard Butler verkörpert den Wikinger-Häuptling Haudrauf, dem er einst seine Stimme lieh.

Im Februar 2023 wurde eine Realverfilmung von Drachenzähmen leicht gemacht mit Dean DeBlois als Regisseur und Drehbuchautor angekündigt. Im Mai wurde bekannt, dass Nico Parker und Mason Thames die Rollen von Astrid und Hicks spielen werden. Gerard Butler wiederholt seine Rolle als Haudrauf. Nick Frost übernimmt die Rolle des Dorfschmiedes Grobian. Später traten Julian Dennison, Gabriel Howell, Harry Trevaldwyn und Bronwyn James der Besetzung bei.

### Dreharbeiten
Die Dreharbeiten sollten ursprünglich im Juli 2023 in Belfast, Nordirland beginnen, ehe sie aufgrund des SAG-AFTRA-Streikes im Jahr 2023 verschoben wurden. Nach dem Ende des Streiks wurden die Screen-Tests für Dezember 2023 angesetzt, mit dem Plan, mit der Produktion Mitte bis Ende Januar 2024 zu beginnen. Die Dreharbeiten begannen am 15. Januar 2024. Als Kameramann fungierte Bill Pope.

### Musik
John Powell komponierte die Filmmusik, nachdem er dies bereits bei den drei Animationsfilmen getan hatte.

### Veröffentlichung
Aufgrund des Streiks der SAG-AFTRA im Jahr 2023 wurde die Premiere auf den 13. Juni 2025 verschoben. Ursprünglich war der 14. März 2025 als Erscheinungsdatum geplant. Während am 19. November 2024 zunächst der erste offizielle Teaser zum Film von Universal Pictures veröffentlicht wurde, wurde am 12. Februar 2025 schließlich der finale Trailer herausgegeben.
In Deutschland kam der Film am 12. Juni 2025, noch einen Tag vor dem offiziellen Kinostart in den Vereinigten Staaten, in die Kinos.

## Deutsche Synchronisation
Der Film wurde wie zuvor die Animationsfilme von der Interopa Film GmbH in Berlin unter der Dialogregie von Frank Schaff synchronisiert, das Dialogbuch schrieb ebenfalls Alexander Löwe.
| Rolle                 | Darsteller         | Synchronsprecher   |
| --------------------- | ------------------ | ------------------ |
| Hicks der Hüne III.   | Mason Thames       | Tom Raczko         |
| Haudrauf der Stoische | Gerard Butler      | Tobias Kluckert    |
| Grobian der Rülpser   | Nick Frost         | Olaf Reichmann     |
| Astrid Hofferson      | Nico Parker        | Clara Drews        |
| Rotzbakke Jorgenson   | Gabriel Howell     | Finn Posthumus     |
| Fischbein Ingerman    | Julian Dennison    | Oliver Szerkus     |
| Taffnuss Thorston     | Harry Trevaldwyn   | Nicolas Rathod     |
| Raffnuss Thorston     | Bronwyn James      | Marie-Isabel Walke |
| Kotzbakke Jorgenson   | Peter Serafinowicz | Milton Welsh       |
| Phlegma               | Ruth Codd          | Magdalena Helmig   |

## Rezeption

### Einspielergebnis
Am Startwochenende konnte Drachenzähmen leicht gemacht 83,7 Millionen US-Dollar verbuchen, womit er das viertbeste Startwochenende des Jahres verzeichnete.
Weltweit konnte der Film bisher 590 Millionen US-Dollar einspielen, davon 252 Millionen in Nordamerika. In Deutschland verzeichnete Drachenzähmen leicht gemacht bisher 1.068.769 Kinobesucher.

### Kritiken
Auf Rotten Tomatoes überzeugte Drachenzähmen leicht gemacht 76 % der 247 erfassten Kritiken. Auf Metacritic erreichte der Film basierend auf 43 Kritiken einen Metascore von 61 von 100 möglichen Punkten.

## Fortsetzung
Auf der CinemaCon im April 2025 wurde eine Fortsetzung basierend auf dem Animationsfilm Drachenzähmen leicht gemacht 2 angekündigt. Der Film soll am 11. Juni 2027 in den USA seine Premiere feiern.